# Carlo Ponti (direttore d'orchestra)
Carlo Ponti (Ginevra, 29 dicembre 1968) è un direttore d'orchestra italiano.

## Biografia
È figlio del produttore cinematografico Carlo Ponti e dell'attrice Sophia Loren nonché  fratello maggiore del regista Edoardo Ponti.   È anche fratellastro di Guendalina e Alessandro Ponti, figli del padre e della sua prima moglie Giuliana Fiastri. Ha lavorato presso il Conductor's Institute ad Hartford, negli Stati Uniti d'America, sotto la direzione di Harold Farberman dal 1994 al 1996. In seguito, ha collaborato con Mehli Mehta, Zubin Mehta e Andrey Boreyko a Los Angeles dal 1997 al 1999. Successivamente, ha studiato alla Musik Hochschule di Vienna dal 1999 al 2001 sotto Leopold Hager ed Erwin Accel.
È stato direttore associato dell'Orchestra nazionale russa dal 2000 e direttore musicale e primo direttore d'orchestra della San Bernardino Symphony dal 2001 al 2012. Nel 2013 ha fondato l'Orchestra dei Virtuosi di Los Angeles (Los Angeles Virtuosi Orchestra), un ensemble che mette in luce il valore educativo della musica, del quale è dirigente e primo direttore d'orchestra.
Ponti ha pubblicato due incisioni con l'Orchestra nazionale russa sotto il marchio Pentatone e la sua opera è stata recensita da NPR, NBC e Fox News, ABC News, CBS Insider, Dennis Miller, Leonard Lopate, Symphony Magazine, ClassicsToday e Associated Press. Le sue esecuzioni sono state anche trasmesse negli Stati Uniti dalle radioemittenti pubbliche nei programmi Performance Today e America's Music Festivals.

## Vita privata
Carlo Ponti Jr. si è sposato a Budapest nella Basilica di Santo Stefano il 18 settembre 2004 con la violinista Andrea Mészáros, dalla quale ha avuto due figli, entrambi nati a Ginevra.Ponti e Mészáros si sono divorziati nel 2022. Nel 2025 Carlo ha sposato Mariam Sharmanashvili di nazionalità georgiana, un'istruttrice di Zumba, madre di un ragazzino di circa 11 anni (Figlio avuto dal matrimonio precedente), con la quale si è fidanzato subito dopo la separazione dalla ex-moglie Mészáros.

## Orchestre dirette da Ponti
(ordine alfabetico) 
- American Youth Symphony
- Budapest Concert Orchestra
- Budapest Strings Orchestra
- Cyprus Symphony Orchestra
- Los Angeles Virtuosi Orchestra
- Orquesta Sinfonica de Mineria
- Moscow Chamber Orchestra
- Napa Valley Symphony Orchestra
- Orquestra Sinfonica della Galizia
- Orchestra del Maggio Musicale Fiorentino
- Orchestra della Magna Grecia
- Coro e Orchestra del Teatro San Carlo
- Orchestre Philharmonique de Strasbourg
- Orchestra di Valencia
- Pro Arte Orchestra
- Roma Sinfonietta Orchestra
- Russian National Orchestra
- Orchestra della Repubblica di San Marino
- Samara Philharmonic Orchestra
- San Bernardino Symphony
- Simon Bolivar Symphony Orchestra
- Slovak Philharmonic Orchestra
- Sphinx Symphony Orchestra
- Verbier Festival Orchestra
- Winnipeg Symphony Orchestra
- UCLA Philharmonia Orchestra
- Ural Philharmonic Orchestra

## Presenze a festival
(ordine alfabetico) 
- Bratislava Spring Music Festival, Slovacchia
- Festival d'Echternach, Francia
- Festival del Sole, Stati Uniti
- Festival de Villena, Spagna
- Festival Vancouver, Canada
- Koln Musik Triennale, Germania
- Lake Tahoe Music Festival, Stati Uniti
- Maggio Musicale Fiorentino, Italia
- St.Petersburg Palaces Festival, Russia
- Taichung Music Festival, Taiwan
- Tuscan Sun Festival, Italia

## Riconoscimenti
- 2006: Premio Galileo Award for exceptional musical achievement.[4]
- 2008: Artistic Achievement Award from the Virginia Waring International Piano Competition.[5]
- 2009: Spirit of Hope Award from the Childhelp Foundation for his acclaimed work with young musicians.[6]
- 2011: Premio Lupa di Roma (co-recipient) dal Consiglio comunale di Roma.[7]
- 2014: Premio Civitas, XVIII edition, Pozzuoli[8][9]

## Incisioni
- 2008: Pictures at an Exhibition and other orchestral works by Modest Mussorgsky (1839-1881), with the Russian National Orchestra on PentaTone_Classics (PTC 5186332), SACD[10]
- 2011: Scheherazade, Capriccio Espagnol and other orchestral works by Nicolai Rimsky-Korsakov (1844-1908), with the Russian National Orchestra on PentaTone_Classics (PTC 5186378), SACD[11]

## Ascendenza
|                                            |                                     |                      | Genitori                           |  |  | Nonni |  |  | Bisnonni                       |  |  | Trisnonni    |  |
|                                            |                                     |                      |                                    |  |  |       |  |  | Ettore Ponti, I marchese Ponti |  |  | Andrea Ponti |  |
|                                            |                                     |                      |                                    |  |  |       |  |  | Ettore Ponti, I marchese Ponti |  |  | Andrea Ponti |  |
|                                            |                                     | Virginia Pigna       |                                    |  |  |       |  |  | Ettore Ponti, I marchese Ponti |  |  |              |  |
| Leone Ponti                                |                                     |                      |                                    |  |  |       |  |  | Ettore Ponti, I marchese Ponti |  |  |              |  |
|                                            |                                     | Remigia Spitaleri    | Felice Spitaleri, barone di Muglia |  |  |       |  |  |                                |  |  |              |  |
|                                            |                                     | Remigia Spitaleri    | Felice Spitaleri, barone di Muglia |  |  |       |  |  |                                |  |  |              |  |
|                                            |                                     | Remigia Spitaleri    | Maria Grimaldi                     |  |  |       |  |  |                                |  |  |              |  |
| Carlo Ponti                                |                                     | Remigia Spitaleri    |                                    |  |  |       |  |  |                                |  |  |              |  |
|                                            |                                     | …                    | …                                  |  |  |       |  |  |                                |  |  |              |  |
|                                            |                                     | …                    | …                                  |  |  |       |  |  |                                |  |  |              |  |
|                                            |                                     | …                    | …                                  |  |  |       |  |  |                                |  |  |              |  |
| Maria Zardone                              |                                     | …                    |                                    |  |  |       |  |  |                                |  |  |              |  |
|                                            |                                     | …                    | …                                  |  |  |       |  |  |                                |  |  |              |  |
|                                            |                                     | …                    | …                                  |  |  |       |  |  |                                |  |  |              |  |
|                                            |                                     | …                    | …                                  |  |  |       |  |  |                                |  |  |              |  |
| Carlo Ponti                                |                                     | …                    |                                    |  |  |       |  |  |                                |  |  |              |  |
|                                            | Salvatore Luigi Scicolone, marchese | …                    |                                    |  |  |       |  |  |                                |  |  |              |  |
|                                            | Salvatore Luigi Scicolone, marchese | …                    |                                    |  |  |       |  |  |                                |  |  |              |  |
|                                            | Salvatore Luigi Scicolone, marchese | …                    |                                    |  |  |       |  |  |                                |  |  |              |  |
| Riccardo Mario Claudio Scicolone, marchese | Salvatore Luigi Scicolone, marchese |                      |                                    |  |  |       |  |  |                                |  |  |              |  |
|                                            |                                     | Sofia Maria Aquilino | …                                  |  |  |       |  |  |                                |  |  |              |  |
|                                            |                                     | Sofia Maria Aquilino | …                                  |  |  |       |  |  |                                |  |  |              |  |
|                                            |                                     | Sofia Maria Aquilino | …                                  |  |  |       |  |  |                                |  |  |              |  |
| Sophia Loren                               |                                     | Sofia Maria Aquilino |                                    |  |  |       |  |  |                                |  |  |              |  |
|                                            |                                     | Domenico Villani     | …                                  |  |  |       |  |  |                                |  |  |              |  |
|                                            |                                     | Domenico Villani     | …                                  |  |  |       |  |  |                                |  |  |              |  |
|                                            |                                     | Domenico Villani     | …                                  |  |  |       |  |  |                                |  |  |              |  |
| Romilda Villani                            |                                     | Domenico Villani     |                                    |  |  |       |  |  |                                |  |  |              |  |
|                                            |                                     | Luisa Zotti          | …                                  |  |  |       |  |  |                                |  |  |              |  |
|                                            |                                     | Luisa Zotti          | …                                  |  |  |       |  |  |                                |  |  |              |  |
|                                            |                                     | Luisa Zotti          | …                                  |  |  |       |  |  |                                |  |  |              |  |
|                                            |                                     | Luisa Zotti          |                                    |  |  |       |  |  |                                |  |  |              |  |